# Selva Okefenokee
La selva Okefenokee es un área silvestre que comprende aproximadamente 353 981 acres (1432,5 km²) de superficie. Situado en el sureste de Georgia, en el Refugio Nacional de Vida Silvestre de Okefenokee, Estados Unidos. Fue establecida y regida bajo la Ley de Áreas Silvestres de 1974, cuando las 343 850 acres (1391,5 km²) fueron designadas como áreas silvestres por la Ley Pública 93-429. El área silvestre se encuentra totalmente dentro del estado de Georgia, a pesar de que pequeñas partes del Refugio Nacional de Okefenokee se extiendan hasta el sur del estado de Florida.
La Selva Okefenokee se encuentra localizada en el corazón de la Ciénaga de Okefenokee, esta zona de la tierra se ha reservado para que las generaciones futuras puedan disfrutarla. En el sitio la agricultura o la construcción de carreteras está claramente prohibido. Mientras que el público está invitado a participar en actividades recreativas, como la pesca, el senderismo, piragüismo y la observación de la vida silvestre, todos los usos son primitivos y no destructivos y todo el acceso es por tanto el tráfico pedestre o en barco. Embarcaciones con 10 caballos de fuerza o menos se les permite entrar y se puede alquilar junto con canoas en las dos vías principales que conducen hacia la entrada, a cada lado (occidental o del este) de la Ciénaga.
La selva se encuentra protegida por el Servicio de Pesca y Vida Silvestre de los Estados Unidos.